# Labastide-en-Val
Labastide-en-Val település Franciaországban, Aude megyében. Lakosainak száma 89 fő (2022. január 1.). Labastide-en-Val Arquettes-en-Val, Clermont-sur-Lauquet, Lairière, Villar-en-Val és Villetritouls községekkel határos.

## Népesség
A település népessége az elmúlt években az alábbi módon változott:
| Lakosok száma | 106  | 76   | 58   | 65   | 98   | 94   | 92   | 91   | 90   | 89   |
|               | 1968 | 1982 | 1990 | 2006 | 2013 | 2015 | 2017 | 2019 | 2020 | 2022 |